# Concert din muzică de Bach (film)
Concert din muzică de Bach este un film de televiziune românesc din 1975 regizat de Dinu Tănase. Rolurile principale au fost interpretate de actorii Fory Etterle, Irina Petrescu și Ovidiu Iuliu Moldovan.

## Distribuție
Distribuția filmului este alcătuită din:
- Fory Etterle — dr. Rim, medic de origine germană, profesor universitar de anatomie (menționat Fory Eterle)
- Irina Petrescu — Elena Drăgănescu-Hallipa, urmașă a unei familii de moșieri, fosta logodnică a prințului Maxențiu și actuala soție a lui George Drăgănescu
- Ovidiu Iuliu Moldovan — Vasile („Lică”) Petrescu, fante de mahala, fost ofițer de cavalerie, verișorul Linei
- Ica Matache — Lina Rim, medic mamoș, soția profesorului Rim, rudă a Elenei Drăgănescu
- Dana Comnea — Mini, confidenta Elenei Drăgănescu și a Linei Rim, prietena lui Nory
- Carmen Maria Strujac — Ada Razu, unica moștenitoare a celei mai mari fabrici de făină din țară, soția prințului Maxențiu (menționată Carmen Strujac)
- Cornel Coman — George Drăgănescu, industriaș milionar, proprietarul mai multor fabrici și director al unei bănci
- Mihaela Gagiu — Anastasia („Sia”) Petrescu, infirmiera profesorului Rim, fiica naturală a lui Lică și a Linei
- Radu Ionescu — prințul Maxențiu, aristocrat bolnăvicios și ramolit, proprietarul moșiei Plăesele, fostul logodnic al Elenei Drăgănescu
- Dorin Varga — Paul Marcian, muzician de talie europeană, vărul prințului Maxențiu
- Ioana Ciomârtan — baba, servitoarea familiei Rim
- Ada D'Albon — Nory Baldovin, fiica boierului Baldovin dintr-o relație extraconjugală, confidenta Elenei Drăgănescu și a Linei Rim (menționată Ada Azimioară)
- Ovidiu Schumacher — Vladici/Vardali, aristocrat autentic, colportor de știri mondene, fruntaș al unei facțiuni conservatoare
- Lianne Birenberg — Mika-Lé („Norica”), fiica Lenorei Hallipa dintr-o relație extraconjugală, sora vitregă a Elenei Drăgănescu (menționată Liane Birenberg)
- Dan Grecescu — unul din cei doi frați gemeni ai Elenei Drăgănescu, care lucrează ca preparatori în laboratorul profesorului Rim
- Emil Grecescu — unul din cei doi frați gemeni ai Elenei Drăgănescu, care lucrează ca preparatori în laboratorul profesorului Rim
- Dan Nanoveanu — servitorul din casa prințului Maxențiu

## Producție
Filmul a fost inspirat din romanul Concert din muzică de Bach (1927) al Hortensiei Papadat-Bengescu și a fost realizat de Televiziunea Română (prin Departamentul de Teatru TV). Regizorul filmului a fost Dinu Tănase, operator de film (cunoscut, printre altele, pentru serialul TV Urmărirea (1971) și filmele Întoarcerea lui Magellan (1974) și Ilustrate cu flori de cîmp (1975)) aflat la debutul său regizoral.
Filmările s-au desfășurat în toamna anului 1974 și primăvara anului 1975 pe străzi din vecinătatea clădirii Televiziunii Române, care au trebuit să fie adaptate pentru a recrea atmosfera anilor 1920 cu trăsuri de epocă. Ele au fost întrerupte pentru o vreme de Dinu Săraru, redactorul șef al Redacției Culturale a TVR, ca urmare a faptului că se dorea ascunderea recreării unei atmosferi decadente în timpul congresului al XI-lea al Partidului Comunist Român, care avea loc în noiembrie 1974. Realizatorii au mutat locul filmării la o distanță de 500 de metri de clădirea Televiziunii, ceea ce a necesitat transportarea zilnică pe jos a recuzitei și costumelor. Ca urmare a faptului că acțiunea filmului avea loc în anii 1920, filmul a fost realizat pe peliculă alb-negru cu format de 16 mm și conține cartoane și vigniete vizuale tipice epocii filmului mut.

## Lansare
Fimul a fost difuzat în primăvara anului 1975 ca un serial în patru episoade de aproximativ 20 de minute pe programul 2 al Televiziunii Române și apoi prezentat integral ca un lungmetraj într-o proiecție publică care a avut loc în sala Asociației Cineaștilor din România (ACIN).

## Aprecieri citice
Criticul Gelu Ionescu scria într-un articol publicat în aprilie 1975 în revista Cinema că regizorul Dinu Tănase, un „artist cu rar talent” cu „virtuțile unui regizor de cert viitor”, a fragmentat acțiunea stufoasă a unui roman clasic considerat anterior neecranizabil, prilejuind spectatorilor „o întâlnire neașteptat de matură și de sensibilă cu complexitatea tulbure, echivocă a personajelor Hortensiei Papadat Bengescu” într-un „omagiu” cinematografic adus scriitoarei. Filmul creează, în opinia criticului, o atmosferă livrescă cu personaje pedante, pusă în valoare de „interpretări de egală virtuozitate în roluri atât de dificile”, printre care iese în evidență în mod deosebit cea a Irinei Petrescu, care-și joacă rolul „cu o distincție și virtuozitate de excepție”. Concluzia criticului este că ecranizarea romanului Hortensiei Papadat-Bengescu se dovedește a fi „o peliculă inventivă și rafinată”.
De asemenea, o recenzie publicată în Almanahul Cinema din 1976 consemna următoarele: „Dinu Tănase, de data asta scenarist și regizor, a întârziat asupra romanului cu o înțelegere complexă și subtilă a universului de neliniștită sensibilitate în care se desfășoară întâmplările de pe «ecranul» literar al Hortensiei Papadat Bengescu. O lume «de ieri», dezarticulată, o lume de panopticum, peste care muzica lui Bach, gravă, plutește ca o amenințare”. În lucrarea Istoria filmului românesc (1897-2000) (2000) criticul Călin Căliman considera că acest film este „un exercițiu de stil incitant și convingător”.